# Congresso Eucarístico Nacional
O Congresso Eucarístico Nacional existe em cada país católico no mundo, como reflexo posterior dos Congressos Eucarísticos Internacionais. No Brasil são realizados Congressos Eucarísticos Nacionais regulares desde 1933, ainda que tenha havido um "Primeiro Congresso Eucaristico Nacional", celebrado no Rio de Janeiro, de 26 de setembro a 1º de outubro de 1922, em comemoração ao 1º Centenario da Independencia do Brasil. O ano de realização e a cidade-sede o evento é escolhido pela Conferência Episcopal do país: no caso do Brasil, a CNBB, em sua assembleia geral. O próximo Congresso Eucarístico Nacional será celebrado na Arquidiocese de Goiânia, entre os dias 3 e 7 de setembro de 2027.

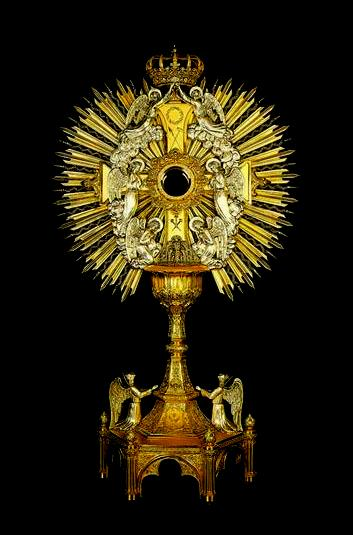
Ostensório do 4º Congresso Eucarístico Nacional realizado em São Paulo.

## Cidades-Sedes e Temas
|     | ANO  | LOCAL                            | TEMA                                                        |
| --- | ---- | -------------------------------- | ----------------------------------------------------------- |
| 1º  | 1933 | Bahia - Salvador                 | Vinde, adoremos o Santíssimo Sacramento                     |
| 2º  | 1936 | Minas Gerais - Belo Horizonte    | Luz e Vida                                                  |
| 3º  | 1939 | Pernambuco - Recife              | A Eucaristia e a vida cristã                                |
| 4º  | 1942 | São Paulo - São Paulo            | Vinde a mim todos                                           |
| 5º  | 1948 | Rio Grande do Sul - Porto Alegre | Ação Social                                                 |
| 6º  | 1953 | Pará - Belém                     | A Sagrada Eucaristia, sacramento da unidade e da comunidade |
| 7º  | 1960 | Paraná - Curitiba                | Eucaristia, luz e vida do mundo                             |
| 8º  | 1970 | Distrito Federal - Brasília      | A mesa do Senhor                                            |
| 9º  | 1975 | Amazonas - Manaus                | Repartir o Pão                                              |
| 10º | 1980 | Ceará - Fortaleza                | Para onde vais?                                             |
| 11º | 1985 | São Paulo - Aparecida            | Pão para quem tem fome                                      |
| 12º | 1991 | Rio Grande do Norte - Natal      | Eucaristia e Evangelização                                  |
| 13º | 1996 | Espírito Santo - Vitória         | Eucaristia,vida para a Igreja!                              |
| 14º | 2001 | São Paulo - Campinas             | Fonte da missão e Vida solidária                            |
| 15º | 2006 | Santa Catarina - Florianópolis   | Ele está no meio de nós!                                    |
| 16º | 2010 | Distrito Federal - Brasília      | Eucaristia, pão da unidade dos discípulos missionários      |
| 17º | 2016 | Pará - Belém                     | Eucaristia e Partilha na Amazônia missionária.              |
| 18º | 2022 | Pernambuco - Olinda e Recife     | Pão em todas as mesas!                                      |
| 19º | 2027 | Goiás - Goiânia                  |                                                             |